# إيماء (اسم)
إِيْمَاء هو اسم علم مؤنث من أصل عربي، ومعناه هو الإشارة الخفيفة.